# 瑞海国际物流
天津瑞海国际物流有限公司（全名：天津东疆保税港区瑞海国际物流有限公司）成立于2012年11月28日，注册于天津东疆保税港区，注册性质为私营公司，注册资金5000万元人民币，是天津口岸危险品货物集装箱业务的大型中转、集散中心，是天津海事局指定危险货物监装场站和天津交委港口危险货物作业许可单位。公司员工72人（含实习员工）。该项目位于天津市滨海新区塘沽北疆港区集装箱物流中心，瑞海公司租用原属天津爱兰德物流有限公司堆场。目前的法人代表兼總經理為只峰；李亮为董事长，监事为陈雅佺，另有董事尚庆森、曹海军和舒铮。工商登记营业执照上的企业类型为“有限责任公司（自然人投资或控股）”，公司共有两位自然人股东，分别为李亮和舒铮。国务院事故调查报告称该公司实际控制人为于学伟和董社轩。

## 大事记
2013年1月24日，瑞海公司取得天津市交通运输和港口管理局发放的《港口经营许可证》，该证准予瑞海公司“在港区从事仓储业务经营”（危险货物经营除外），有效期至2013年7月24日。在此期间，该公司未开展普通货物经营。2013年1月24日，工商营业执照登记经营范围由“仓储业务经营（危化品除外、港区内除外）
”变更为“在港区内从事仓储业务经营（危化品除外）”；即变更后，瑞海公司可在港区内从事危险化学品以外的普通货物仓储业务。
2013年3月16日，该公司自行开工建设危险货物堆场改造项目，并于当年8月底完工。
2013年4月8日，天津市交通运输和港口管理局批复同意瑞海公司关于“开展8、9类危险货物作业”的申请，有效期至2013年7月24日。5月18日，瑞海公司首次开展8、9类危险货物经营和作业，属于“边建设边运营”。7月11日，天津市交通运输和港口管理局批复同意瑞海公司“从事2、3、4、5、6类危险货物装箱及运抵业务，暂不得从事储存及拆箱业务”，有效期至2013年10月16日。但是，瑞海公司在当年6月4日即开始2、3、4、5、6类危险货物经营和作业。两项批复到期后，天津市交通运输和港口管理局分别于2013年7月、10月同意瑞海公司危险货物作业延期至2014年1月11
日。到期后，瑞海公司未申请延期，但仍继续从事危险货物经营业务。
2013年5月7日，天津海关批准瑞海公司设立运抵区，12月13日批准瑞海公司运抵区面积由3150平方米增加至5838平方米。
2014年1月12日至2014年4月15日，瑞海公司无许可证、无批复从事危险货物仓储业务经营。
2014年4月16日，天津市交通运输和港口管理局出具审批表，同意瑞海公司危险货物堆场自2014年4月16日至10月16日试运行。2014年5月4日，天津市交通运输和港口管理局批复同意瑞海公司“在试运行期间从事港口仓储业务经营”，储存2、3、4、5、6、8、9类危险货物，有效期自2014年4月16日至2014年10月16日。2014年5月8日，工商登记的许可经营项目中才将危化品纳入，变更后的经营范围为“在港区内从事仓储业务经营（以津交港发[2014]59号批复第二项批准内容为准，有效期至2014年10月16日）”。公司以经营危险化学品集装箱拆箱、装箱、中转运输、货物申报、运抵配送及仓储服务等业务为主，占地面积46226.8平方米，由两个危品库房和中转仓库等组成。到期后，瑞海公司未申请延期，但继续从事危险货物仓储业务经营。
2014年10月17日至2015年6月22日，瑞海公司在无许可证、无批复的情况下，从事危险货物仓储业务经营。
2015年1月29日，法定代表人由李亮变更为只峰，注册资本由5000万元增至1亿元。
2015年5月27日，天津市交通运输委员会对瑞海公司危险货物堆场改造工程进行竣工验收，验收合格。2015年6月23日，瑞海公司取得了天津市交通运输委员会核发的《港口经营许可证》及《港口危险货物作业附证》。至此，瑞海公司正式取得在港口从事危险货物仓储业务经营和作业的合法资质。2015年6月29日，经营范围由“在港区内从事仓储业务经营（以津交港发〔2014〕59号批复第二项批准内容为准，有效期限至2014年10月16日）”变更为“在港区内从事装卸、仓储业务经营[以中华人民共和国港口经营许可证（津）港经证（ZC-543-03）号为准]”。
2015年天津港“8.12”特别重大火灾爆炸事故就是由于该公司的仓库爆炸而造成。其安全文化的方针是：“更科学、更严谨、更规范，对生命负责”。同时，格外强调“安全”，并称：“金钱再好，没有生命美好，时间再紧，没有安全要紧” “安全不是万能的，没有安全却是万万不能的”。

## 仓库
根据该企业官网，企业仓储服务的危险品仓库占地面积46226.8㎡，属于大型仓库，距离市区约50公里。由综合楼、危品库房一、危品库二、中转仓库、堆场、消防泵房、栓查桥、室外箱变、废水收集池组成。危险品库一位于综合楼南侧；危险品库二位于场地南侧，危险品库二的西侧为中转库房。
从爆炸现场周边地图上显示的距离来看，最近的万科海港城小区距离该公司仅为600米，而轻轨东海站距离该公司也不足1000米，不符合《危险化学品经营企业开业条件和技术要求》的第六条“储运条件”中规定的“大中型危险化学品仓库应与周围公共建筑物、交通干线（公路、铁路、水路）、工矿企业等距离至少保持1000米”的要求。

## 监管
瑞海国际在2013年将普通仓库改造为存放危险化学品的堆场，但这一改造项目并未遇到任何阻拦，一路畅通地通过了安全评价和环保评价。而给瑞海国际作安评报告的公司全名是“天津中滨海盛卫生安全评价监测有限公司”，公司由原天津市海橡安全科技发展有限公司和公安部天津消防研究所共同组建成立。这家公司负责了天津多家大型企业的安全评价。在一次检查中，被发现有多项问题：复核人未取得培训合格证书，氯气采样人、测定人未取得培训合格证书，报告无工作日写实记录，现场调查表是打印的，没有调查人、陪同人签名，以及办公区与实验区未严格分开，实验室无控制进入措施。安全评价由由港口行政管理部门按照国务院交通运输主管部门的规定进行，但港口行政管理部门并没有对安评进行审核的相关职能和能力，所以港口的安评审核工作在第三方机构提交后，审查过程变得形同虚设。